# As Alegres Comadres
As Alegres Comadres é um filme brasileiro de 2003, do gênero comédia, com direção de Leila Hipolito.

## Sinopse
Meados do século XIX. João Fausto  (Guilherme Karam) é um ex-militar português, falido e trambiqueiro, que chega à cidade de Tiradentes com seus dois comparsas. Ele tenta seduzir as ricas e honrada senhoras Lima (Zezé Polessa) e Rocha (Elisa Lucinda) para roubá-las. Para piorar a confusão, João Fausto entra na mira do ciumento senhor Rocha (Ernani Moraes). Enquanto isso, a cobiçada Ana Lima (Thalita Castro) tem sua mão disputada pelo médico rico Dr. Caius (Chico Diaz), o jovem fazendeiro Silva (Rafael Primot) e pelo galante aristocrata Franco (Daniel Del Sarto).

## Elenco
- Guilherme Karam ... João Fausto
- Zezé Polessa ... Sra. Lima
- Elisa Lucinda ... Sra. Rocha
- Ernani Moraes ... Sr. Lima
- Milton Gonçalves ... Padre Arnaldo
- Edwin Luisi
- Talita Castro ... Ana Lima
- Chico Diaz ... Dr. Caius
- Daniel Del Sarto ... Franco
- Rafael Primot ... Silva
- Babu Santana ... Pistola
- Micael Borges ... Raul
- Felipe Rocha … Luis

## Produção
As Alegres Comadres é o primeiro filme de ficção da diretora Leila Hipolito. Trata-se também do primeiro filme brasileiro co-produzido e distribuído pela Imagem Filmes.
O filme teve o acompanhamento de Cecily Berry, diretora da Royal Shakespeare Company, que auxiliou na pesquisa sobre a peça teatral a qual o filme foi baseado, The Merry Wives of Windsor.

### Filmagens
Ocorreram ao longo de sete semanas, entre os meses de outubro e dezembro de 2002.

## Lançamento
O filme teve sua premiere na edição de 2003 do Festival do Rio.